# So What (popduo)
So What är en svensk syntpopduo med Jesper Jelse på sång och Martin Ankelius på klaviatur.  De gick i samma musikklass på Fryxellska skolan i Västerås 1980–1986. Duon bildades 1987 under konstellationen "Foreign Skies" men namnet ändrades till So What i samband med skivkontraktet de erhöll 1988. Gruppen hade en rad av hits 1989 med låtarna "I Was Lucky", "You and I (Nathalie)", "Christmas is Calling" och "Why Should I Trust You". Duon förekom på omslagen i tonårstidningar som Okej, Frida, Starlet med flera. De spelade in två album i Polar Studios i Stockholm och Grammis-nominerades till årets popgrupp.

## Diskografi
Studioalbum
- 1989 – Face Yourself
- 1991 – Let's Walk Together

Singlar
- 1988 – "I Was Lucky"
- 1989 – "You and I (Nathalie)"
- 1989 – "Christmas is Calling"
- 1989 – "Why Should I Trust You"
- 1990 – "I Will Always Be Myself"
- 1991 – "Let's Walk Together"
- 1991 – "Like a King"
- 1991 – "Hallelujah"